# Supayacetus
Supayacetus muizoni
Genre
Espèce
Supayacetus est un genre fossile de cétacés de la famille également fossile des Basilosauridae. Il a vécu lors du Bartonien. Une seule espèce est connue, Supayacetus muizoni.

## Habitat
Les restes fossiles de Supayacetus ont été mis au jour dans le Pérou actuel.

## Classification
Le nom valide complet (avec auteur) de ce taxon est Supayacetus Uhen (d), Pyenson, DeVries (d), Urbina-Schmitt (d) & Renne (d), 2011.

### Étymologie
Le nom générique, Supayacetus, est nommé d’après le dieu inca de la mort, Supay (en), et du latin cetus.
Son épithète spécifique, muizoni, lui a été donnée en hommage au paléontologiste français Christian de Muizon (d) (1952-).

### Publication originale
- [2011] (en) Mark D. Uhen (d), Nicholas David Pyenson, Thomas J. DeVries (d), Mario Urbina-Schmitt (d) et Paul R. Renne (d), « New Middle Eocene Whales from the Pisco Basin of Peru », Journal of Paleontology, États-Unis, vol. 85, no 5,‎ septembre 2011, p. 955–969 (ISSN 0022-3360, e-ISSN 1937-2337, lire en ligne). .